# Thomas Allofs
Thomas Allofs (Düsseldorf, 17 de novembro de 1959) é um ex-futebolista profissional alemão que atuava como atacante.

## Carreira
Thomas Allofs fez parte do elenco da Seleção Alemã de Futebol, da Copa de 1982.